# کله‌خان
کله‌خان (به لاتین: Kələxan) یک منطقه مسکونی در جمهوری آذربایجان است که در شهرستان لریک واقع شده است. کله‌خان ۹۴۲ نفر جمعیت دارد. اهالی این روستا آذربایجانی و از ایل افشار هستند و به زبان ترکی آذربایجانی سخن می‌گویند. مذهب مردم شیعه است.

## ریشه واژه
کَل در زبان ترکی آذربایجانی به‌معنی بزرگ و رئیس و قوی است و کله‌خان یعنی خان بزرگ.